# Източни обещания
„Източни обещания“ (на английски: Eastern Promises) е британско-канадски филм от 2007 година, криминален трилър на режисьора Дейвид Кронънбърг по сценарий на Стивън Найт.
В центъра на сюжета е лондонска медицинска сестра от руски произход, която се замесва в случай на малолетно момиче, изнасилено и убито от руски гангстери. Главните роли се изпълняват от Виго Мортенсен, Наоми Уотс, Венсан Касел, Армин Мюлер-Щал.

## Актьорски състав
| Актьор           | Роля                                             |
| ---------------- | ------------------------------------------------ |
| Виго Мортенсен   | Николай Лужин – руски мафиот и таен агент на ФСБ |
| Наоми Уотс       | Ана Хитрова – акушерка                           |
| Армин Мюлер-Щал  | Семьон – глава на руската мафия в Англия         |
| Венсан Касел     | Кирил – руски мафиот и син на Семьон             |
| Шинейд Кюсак     | Хелън                                            |
| Мина Е. Мина     | Азим                                             |
| Йежи Сколимовски | Степан                                           |
| Доналд Съмптър   | Юри                                              |
| Раза Джафри      | д-р Азиз                                         |
| Джоузеф Алтин    | Екрем                                            |
| Сара Жан Лаброс  | Татяна                                           |
| Татяна Маслани   | Татяна (глас)                                    |
| Тереза Сърбова   | Кириленко                                        |
| Тамер Хасан      | чеченец                                          |
| Олегар Федоро    | татуист                                          |

## Интересни факти
- „Източни обещания“ е номиниран „Златен глобус“ за драматичен филм, мъжка роля и оригинална музика, за „Оскар“ за най-добра мъжка роля и за награди на БАФТА за най-добър филм и мъжка роля.